# Émile Edmond Legrand-Girarde
Pour les articles homonymes, voir Legrand.
Émile Edmond Legrand-Girarde naît à Saint-Quentin en 1857 et meurt à Paris en 1924. Polytechnicien. Prend la tête du 21e corps d'armée en janvier 1914. Limogé en septembre 1914 et nommé à la 18e région puis à la tête de la 27e division.

## Biographie
Il a début de carrière brillant : en 1876, il a à peine 17 ans quand il entre à l'École polytechnique, il en sort lieutenant du génie en 1881, et devient en 1885 le plus jeune capitaine de l'armée française. Il est admis à l'École de guerre avec le no 1, puis il est nommé officier d'ordonnance du général Gillon.

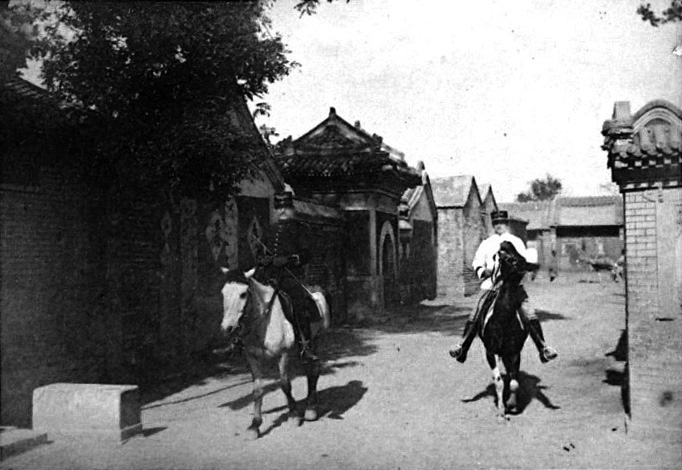
Le lieutenant-colonel Legrand à Pékin, avec le capitaine du génie Calmel.

De février 1895 à décembre 1896, il participe, comme officier de sapeurs au 5e régiment du génie, à l'expédition de Madagascar commandée par le général Duchesne, sous les ordres du lieutenant-colonel Marmier commandant le génie. Le 31 janvier 1897, il apprend par le colonel Joffre, qu'il est attaché à la présidence de la République. Il y arrive sous la présidence de Félix Faure et y restera jusqu'en février 1900, date à laquelle il est nommé directeur du génie de la place de Bastia. Il fait partie du corps expéditionnaire de Chine de juillet 1900 à août 1901, puis il prend le commandement du 5e régiment du génie à Versailles le 25 juillet 1903.

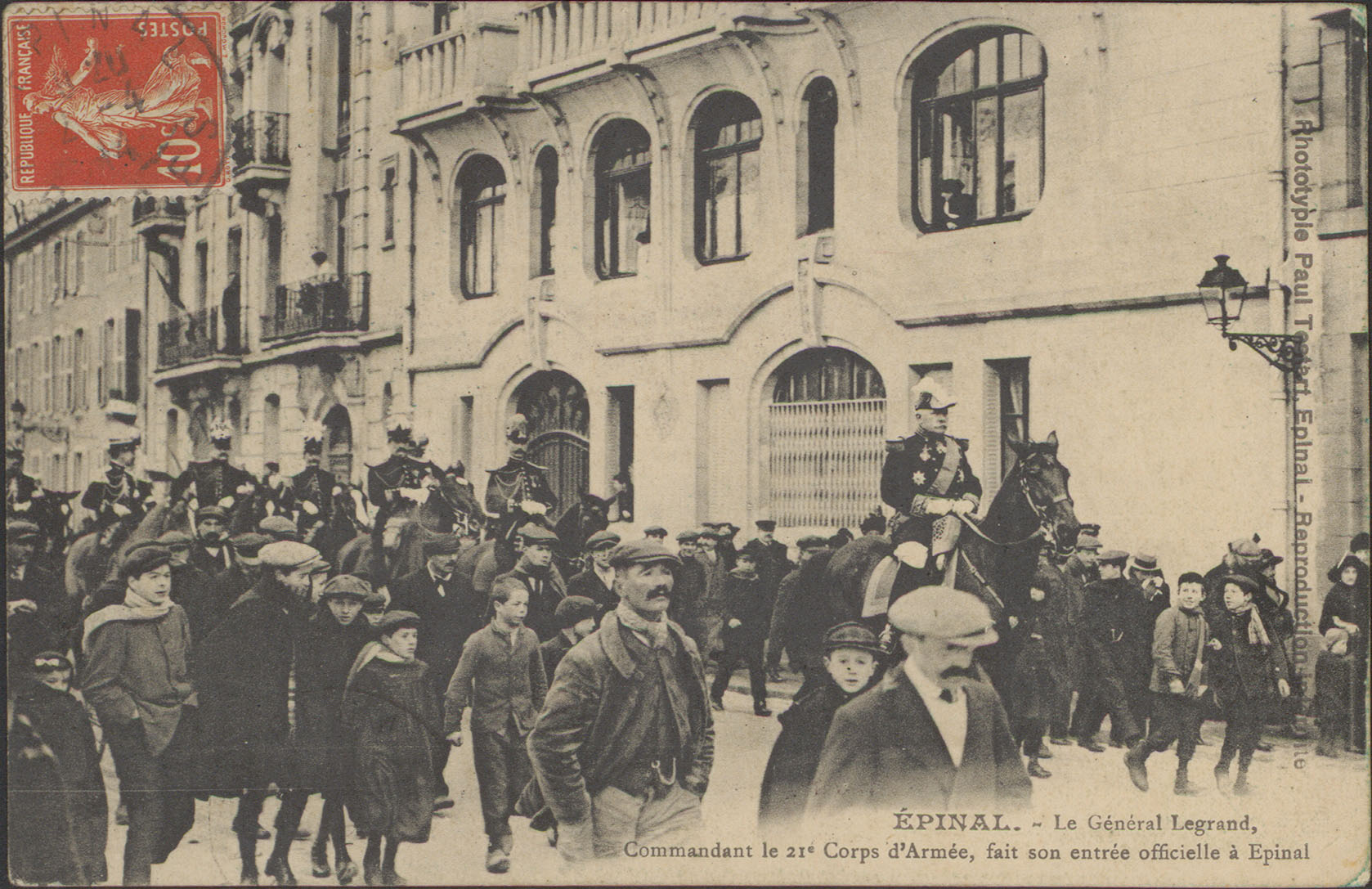
Carte postale de l'arrivée du général Legrand à Épinal en 1914.

Il reste ensuite dans les Vosges, où il commande la 81e brigade d'infanterie (dépendant de la 41e division) à Remiremont du 1er octobre 1906 au 9 novembre 1910. Il entre au ministère de la Guerre, sous Millerand, comme sous-chef à l'État-Major de l'Armée. le 7 août 1913, la loi du service militaire de 3 ans, soutenue par Legrand-Girarde, est votée. Le 15 janvier 1914, il reçoit le commandement du 21e corps d'armée, témoignage éclatant de la confiance qu'il inspire.

## Première Guerre mondiale
L'ordre de départ en couverture du 21e corps d'armée lui est donné par Messimy par téléphone le 31 juillet 1914. Il rencontre le général Dubail, venant prendre la tête de la 1re armée, le 6 août, sur la route d'Épinal à Rambervillers.
Le 21e corps d'armée participe aux opérations dans les Vosges et en Lorraine (défaite française de la bataille des Frontières). À partir du 22 août, ses troupes participent à la retraite puis bataille de la Meurthe, ainsi que la bataille de la Chipotte. Le 21e corps d'armée part pour participer à la bataille de la Marne, où il est rattaché à la 4e armée.

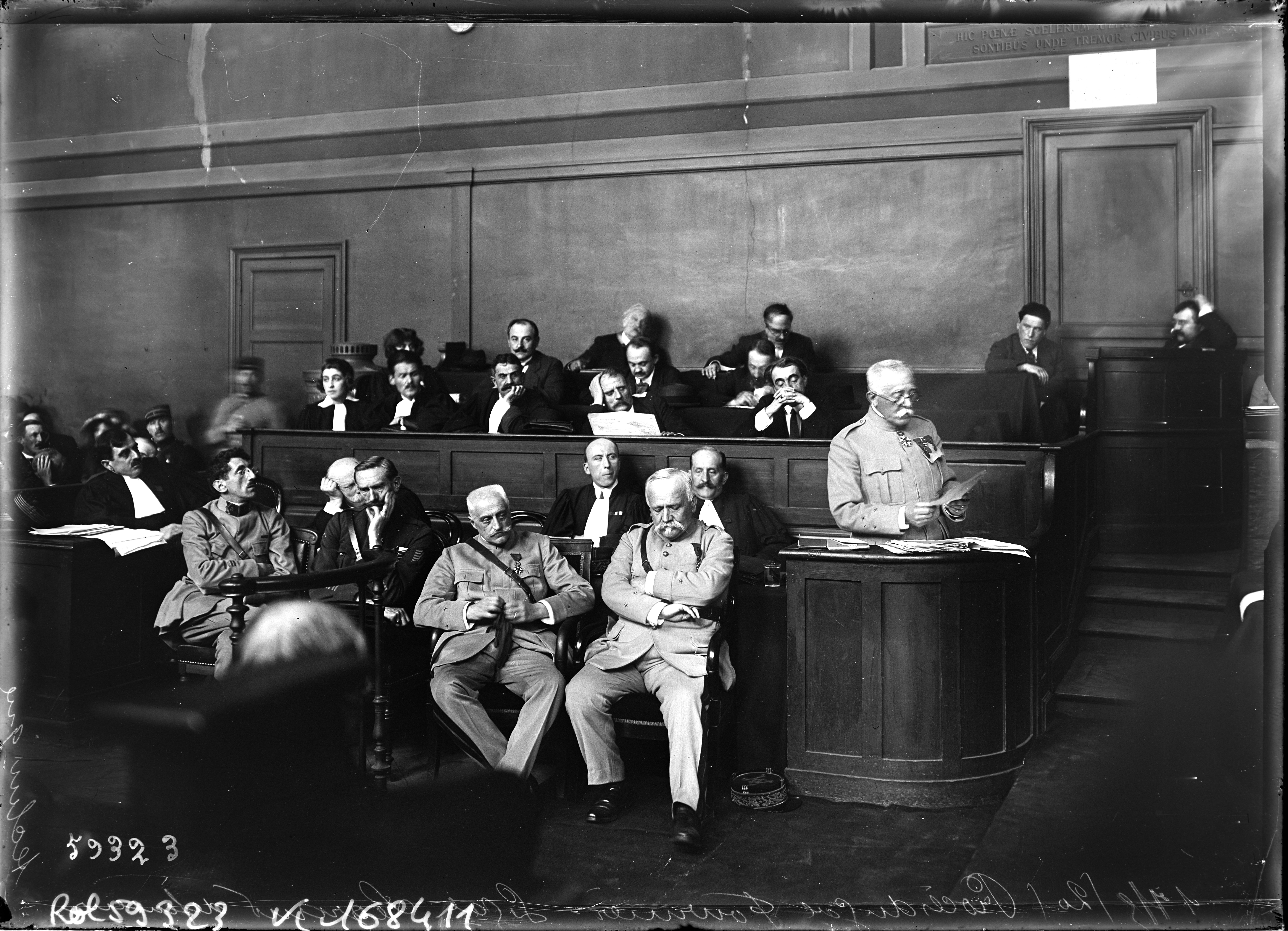
Le général Legrand (debout), défenseur technique du général Fournier en mai 1920.

Le 11 septembre, le général Langle de Cary adresse de vifs reproches à Legrand-Girarde avec une attitude discourtoise. Legrand-Girarde proteste ; le ton monte. Le 13 septembre, le général est relevé de son commandement, le général Maistre le remplace à la tête du 21e corps d'armée. Il est consigné la semaine du 13 au 19 septembre dans sa chambre d'hôtel à Châlons-sur-Marne. Il est nommé commandant de la 18e région militaire et arrive à Bordeaux le 21 septembre 1914 où il restera jusqu'au 2 novembre 1915. Il est nommé commandant de la 27e division d'infanterie dans le secteur de Verdun du 3 novembre 1915 au 29 mai 1916. Il est nommé directeur des étapes et services de la 3e armée le 8 juin 1916, de la 2e armée le 29 octobre 1916, du groupe d'armées du Nord du 10 janvier au mois de septembre 1917. Il est nommé commandant de la 15e région militaire à Marseille jusqu'au 14 septembre 1918.

## Anecdote
Journal littéraire de Paul Léautaud au 30 décembre 1926 : « À sa dernière visite, Billy m’a demandé si je voulais un pardessus, qui vient de son oncle, le général Legrand, qui vient de mourir, pardessus trop étroit pour lui. Mon Dieu ! J’ai dit oui. Il m’a fait porter ce pardessus aujourd’hui. Très beau, presque à l’état de neuf, et fait pour moi à peu de chose près. » On peut donc dire qu'Émile Legrand-Girarde était un tout petit homme[pertinence contestée].

## Grades
- Sous-lieutenant le 1er octobre 1876
- Capitaine le 24 janvier 1881
- chef de bataillon le 11 juillet 1895
- lieutenant-colonel le 30 décembre 1899
- Colonel le 31 janvier 1902
- Général de brigade le 24 juin 1906
- Général de division le 9 novembre 1910
- Général de division ayant rang et prérogatives de commandant de corps d'armée 5 mai 1913
- Commandant du 21e corps d'armée du 13 janvier 1914 au 12 septembre 1914.

## Distinctions
- Françaises

Grand officier de la Légion d'honneur
Croix de guerre 1914-1918 avec palme
Médaille commémorative de Madagascar (1895-1896)
Médaille commémorative de l'expédition de Chine (1901)
- Étrangères

Officier de l'Ordre royal de Léopold de Belgique
Commandeur de l'Ordre de la Couronne d'Italie
Ordre des Saints-Maurice-et-Lazare
Army Distinguished Service Medal
Officier de l'Ordre du Nichan Iftikhar

## Publications
- Manuel complet de Fortifications (en collaboration avec le commandant H. Plessis, Berger-Levraut, 1883.
- Le Génie à Madagascar, Berger-Levraut, 1898.
- Le Génie en Chine, Berger-Levraut, 1903
- Turenne en Alsace (Campagne de 1674-1675), Berger-Levraut, 1910.
- Legrand-Girarde (général), Un Quart de siècle au Service de la France, PLF, Paris, 1954, broché, 16 × 23 cm, 644 p.
- Legrand-Girarde (général), Opérations du 21e Corps d’armée – 1er août–13 septembre (avec 6 cartes), Librairie Plon, Paris, 1922, broché.